# محمد دياب بك
محمد دياب بك إسماعيل درويش ولد في المنوفية عام 1852م، حيث تلقى تعليمًا دينيًّا تقليديًّا في كُتَّاب قريته، ثم التحق بالأزهر ودار العلوم لدراسة اللغة العربية وآدابها كان من المواظبين على حضور مجالس جمال الدين الأفغاني والاستماع إلى دروسه.

## حياتة العلمية
عمِل «دياب» بعد تخرُّجه بوزارة المعارف مدرِّسًا للغة العربية، وظل يترقى بها حتى أصبح مفتشًا، بالإضافة لتأليفه عدة كتب مدرسيَّة، كذلك كانت له أعمال في الأدب واللغة والتاريخ.
أمضى حياته في المنوفية والقاهرة، وزار فرنسا بغية تعلم لغتها.عمل معلماً للنحو في مدرسة «أطفال الجند» بالقلعة، وكانت تعرف «بالخيرية» ثم نقل مدرساً للحساب والهندسة وتقويم البلدان في مدرسة «الآثار القديمة». وفي 1886 اختير مدرساً لدروس الأشياء فيها، ثم نقل إلى القسم العلمي بالمدرسة التوفيقية (1887)، معلماً للإنشاء، وفي العام (1892) عهد إليه تعليم التاريخ في مدرسة «دار العلوم» ، ثم عين مفتشاً ثانياً للغة العربية لجميع المدارس (1893)، ثم اختاره الشيخ محمد عبده للتفتيش على مدارس الجمعية الخيرية لإسلامية» والنظر في ما يصلحُ شأنها، ثم ترك العمل (1909) ليلزم مكتبة داره منكباً على المطالعة والكتابة.

## الإنتاج الشعري
ما توفر من شعره قصيدة واحدة في رثاء صديقه حسن توفيق العدل، نشرتها جريدة الواعظ في العدد (24) بتاريخ 24/6/1904.

## مؤلفاتة
1. الإنشاء النظري مطبعة بولاق القاهرة 1306
2. تاريخ العرب في اسبانيا
3. معجم الألفاظ الحديثة.[5]
4. التحفة السنية في الأصول الحسابية
5. تاريخ اداب اللغة العربية
6. المسائل التطبيقة في الهندسة
7. خلاصة تاريخ مصر القديم والحديث.[6]

## الوفاة
تُوُفِّيَ «دياب» بالقاهرة في عام 1921م وكان بصره قد كف في نهاية عمره.